# Стивенсон, Рэй
Джордж Рэймонд «Рэй» Стивенсон (англ. George Raymond «Ray» Stevenson; 25 мая 1964, Лисберн, Северная Ирландия — 21 мая 2023, Лакко-Амено, Кампания) — британский актёр кино, телевидения и театра, наиболее известный по ролям в историческом телесериале «Рим», фильме кинематографической вселенной Марвел «Тор» и его двух сиквелах и фильму-лауреату премии «Оскар» «RRR: Рядом ревёт революция».
Первой крупной ролью актёра стала роль в фильме «Король Артур». Стивенсон снимался в фильмах «Адский бункер» и «Каратель: Территория войны». Он сыграл много ролей антагонистов, в том числе в таких фильмах, как «Большая игра», «G.I. Joe: Бросок кобры 2».

## Биография
Рэй Стивенсон родился 25 мая 1964 года в Северной Ирландии. В возрасте восьми лет вместе с семьей переехал в Лемингтон (Ньюкасл-апон-Тайн), позже — в город Крамлингтон (Нортумберленд), где и провёл все детство. Рэй — средний из трёх сыновей пилота королевских военно-воздушных сил Великобритании и ирландки. Он с детства мечтал стать актёром, но считал, что это недостижимо. Поэтому после школы Рэй Стивенсон последовал своему другому пристрастию — рисованию, и поступил в художественную школу. До 25 лет Стивенсон был проектировщиком в одной из архитектурных контор Лондона, после чего все же решил попытать счастья в актёрской сфере. Для этого он поступил в театральную школу «Bristol Old Vic», которую окончил в 29 лет.
Его любовь к искусству и его способности как художника были продемонстрированы, когда он участвовал в телевизионной программе «Watercolour Challenge» в 2001 году, где он вместе с актёрами Шери Лунги и Малкольмом Тирни красил акварелями Бленхеймский дворец. Широкую известность ему принесла роль Дагонета в эпике Антуана Фукуа «Король Артур» (2004), а всемирную — роль римского легионера Тита Пуллона в телесериале каналов ВВС, HBO и RAI «Рим» (2005—2007).
Скончался 21 мая 2023 года в возрасте 58 лет. Причины смерти не были разглашены.

## Личная жизнь
Стивенсон женился в Вестминстере, Лондон, в 1997 году, на актрисе Рут Геммелл, которую он встретил, когда работали вместе в телевизионной драме «Band of Gold» (1995). Позже они сыграли роли мужа и жены и на экране — в фильме «Peak Practice» (1997). Пара развелась после восьми лет брака. После этого подругой Рэя являлась итальянский антрополог Элизабетта Караччиа, с которой он встречался во время съёмок сериала «Рим». Она родила Стивенсону троих сыновей.

## Фильмография
| Год       |    | Русское название              | Оригинальное название                    | Роль                       |
| --------- | -- | ----------------------------- | ---------------------------------------- | -------------------------- |
| 1996      | с  | Жизнь, как морской прилив     | The Tide of Life                         | Ларри Берч                 |
| 2004      | ф  | Король Артур                  | King Arthur                              | Дагонет                    |
| 2007      | с  | Рим                           | The Rome                                 | Тит Пуллон                 |
| 2008      | ф  | Адский бункер                 | Outpost                                  | DC                         |
| 2008      | ф  | Каратель: Территория войны    | Punisher: War Zone                       | Фрэнк Кастл / Каратель     |
| 2009      | ф  | История одного вампира        | Cirque du Freak: The Vampire's Assistant | Мурлог                     |
| 2010      | ф  | Книга Илая                    | The Book of Eli                          | Рэдридж                    |
| 2010      | ф  | Копы в глубоком запасе        | The Other Guys                           | Роджер Уэсли               |
| 2010      | ф  | Ирландец                      | Kill the Irishman                        | Дэнни Грин                 |
| 2011      | ф  | Тор                           | Thor                                     | Вольштагг                  |
| 2011      | ф  | Мушкетёры                     | The Three Musketeers                     | Портос                     |
| 2012      | ф  | Машина Джейн Мэнсфилд         | Jayne Mansfield's Car                    | Филлип Бедфорд             |
| 2012      | с  | Декстер                       | Dexter                                   | Исаак Сирко                |
| 2013      | ф  | G.I. Joe: Бросок кобры 2      | G.I. Joe: Retaliation                    | Файрфлай                   |
| 2013      | ф  | Тор 2: Царство тьмы           | Thor: The Dark World                     | Вольштагг                  |
| 2014      | ф  | Дивергент                     | Divergent                                | Маркус Итон                |
| 2014      | с  | Пересекая черту               | Crossing Lines                           | Майлз Леннон               |
| 2014      | ф  | Большая игра                  | Big Game                                 | Моррис                     |
| 2015      | ф  | Дивергент, глава 2: Инсургент | The Divergent Series: Insurgent          | Маркус Итон                |
| 2015      | ф  | Перевозчик: Наследие          | The Transporter Refueled                 | отец Фрэнка                |
| 2015      | с  | Святые и чужаки               | Saints and Strangers                     | Стивен Хопкинс             |
| 2016      | с  | Чёрные паруса                 | Black Sails                              | Эдвард Тич (Чёрная Борода) |
| 2016—2017 | мс | Звёздные войны: Повстанцы     | Star Wars: Rebels                        | Гар Саксон                 |
| 2016      | ф  | Дивергент, глава 3: За стеной | The Divergent Series: Allegiant          | Маркус Итон                |
| 2017      | ф  | Тор: Рагнарёк                 | Thor: Ragnarok                           | Вольштагг                  |
| 2017      | ф  | Атлантида                     | Cold Skin                                | Грунер                     |
| 2017      | с  | Реллик                        | Rellik                                   | Эдвард Бентон              |
| 2018      | ф  | Несчастный случай             | Accident Man                             | Рей                        |
| 2018      | ф  | Окончательный счёт            | Final Score                              | Аркадий Белов              |
| 2019      | с  | Риф-брейк                     | Reef Break                               | Джек Эллиот                |
| 2019      | с  | Медичи                        | Medici                                   | Фердинанд I                |
| 2019—2020 | с  | Викинги                       | Vikings                                  | Оттар                      |
| 2020      | мс | Звездные войны: Войны клонов  | Star Wars: The Clone Wars                | Гар Саксон                 |
| 2020      | с  | Испанская принцесса           | The Spanish Princess                     | Яков IV Стюарт             |
| 2022      | ф  | RRR: Рядом ревёт революция    | RRR (тел.)                               | губернатор Скотт Бакстон   |
| 2022      | ф  | Флешбэк                       | Memory                                   | детектив Дэнни Мора        |
| 2022      | с  | Подводная лодка               | Das Boot                                 | коммандер Джек Суинбёрн    |
| 2022      | ф  | Несчастный случай 2           | Accident Man 2                           | Рей                        |
| 2023      | с  | Асока                         | Ahsoka                                   | Бэйлан Сколл               |
| 2024      | ф  | Досье «Чёрная канарейка»      | Canary Black                             | Джарвис Хэдлунд            |